# Wibree
Wibree é uma tecnologia de transmissão via rádio de sinais digitais, que visa tornar-se um padrão aberto na comunicação sem fios. É uma tecnologia incorporada ao Bluetooth Low Energy, e tem como característica um modelo mais económico e mais eficiente em termos de consumo energético do que a tecnologia Bluetooth clássica. Suas características são:
- Conexão sem fios de curto alcance cobrindo uma área num raio de 10 metros,
- Menor consumo energético
- Transferência de dados entre equipamentos da mesma tecnologia e compatível ao actual padrão Bluetooth
- Implantação de novas utilizações em dispositivos de menor autonomia energética.

O Wibree foi criado pela Nokia, outrora a maior produtora mundial de telemóveis, para combater a hegemonia da tecnologia Bluetooth. Visa ter a mesma potência de sinal e oferecer os mesmo recursos que o Bluetooth.
Por ter um consumo menor de energia possibilita que novas aplicações sejam utilizadas em dispositivos de tamanho reduzido, nomeadamente relógios de pulso, brinquedos, sensores desportivos, dispositivos de monitorização médica, alarmes e sensores automotivos além da troca de ficheiros entre aparelhos diferentes como PCs, telemóveis e impressoras.
Embora o novo padrão fosse inicialmente concorrente ao Bluetooth e de tecnologia proprietária da sueca Ericsson, a promessa da Nokia é a de que essa tecnologia seria ininterrupta. 
A Nokia esperava lançar o sistema Wibree até o segundo trimestre de 2007 como tecnologia sucessora do Bluetooth, mas no verão norte-americano de 2007, a Nokia decidiu fundir o desenvolvimento do Wibree com o Bluetooth. Isso levou a uma nova especificação Bluetooth com baixa potência para curtas distâncias, chamado Bluetooth Low Energy.